# Thrinaxodon
Thrinaxodon är utdött släkte av däggdjursliknande reptiler som fanns under trias (248-220 miljoner år). Släktet ingår i underordningen cynodonter. Upphittade fossil som räknas till släktet kommer från Sydafrika och Antarktis.
Typarten Thrinaxodon liorhinus var ungefär lika stor som en tamkatt. Vissa detaljer av skallen var redan utformade som hos däggdjuren. Fynd av fossil i två kontinenter som idag skiljs åt av havet gav även stöd till kontinentaldriftsteorin.
Djuret hade små gropar vid nosen som troligen var länkar till morrhår. Revben fanns bara vid övre delen av bålen. Djuret var därför mera rörlig i trånga utrymmen. Flera fossil hittades i bevarade hålrum som troligen var djurets lya. Thrinaxodon hade korta skarpa tänder och åt troligen små kräldjur som ödlor samt ryggradslösa djur.